# Confederação Brasileira de Basquete em Cadeira de Rodas
A Confederação Brasileira de Basquetebol em Cadeiras de Rodas é a entidade responsável pela organização do basquetebol brasileiro em cadeira de rodas, substituindo a Associação Brasileira de Desporto em Cadeira de Rodas (ABRADECAR).
O Basquete em Cadeira de Rodas foi introduzido no Brasil, por Sergio Del Grande e Robson Sampaio.

## Feitos
2002 Realizou no Brasil Mundial Junior
Depois de 16 anos, classificou-se novamente para a disputa dos Jogos Paraolímpicos.